# Marwa Zein
Marwa Zein (en arabe : مروى زين), née en 1985, est une réalisatrice, scénariste et productrice de films soudanaise. Elle est notamment l'auteure du long-métrage documentaire, Khartoum Offside, sorti en 2019, plusieurs fois distingué, et présenté à la Berlinale. Elle défend les droits des femmes dans ses films. Elle est également la fondatrice d'ORE Production, une société de production cinématographique basée à Khartoum.

## Biographie
Née en 1985 à La Mecque, Marwa Zein effectue des études de cinéma à l'Institut supérieur du cinéma du Caire, jusqu’en 2009. Elle  écrit, réalise et produit pour son projet de fin d'études un court métrage documentaire, A Game, sorti cette même année 2009, traduit en cinq langues et présenté en sélection officielle dans plusieurs festivals internationaux dans le monde. Elle travaille ensuite comme assistante réalisatrice pour les médias et le cinéma en Égypte et au Soudan. Elle réalise également d’autres courts-métrages, des fictions et des documentaires. En 2016, son court métrage, One Week, Two Days !, est présenté dans plusieurs festivals dont le Festival international du film de Dubaï (DIFF) 2016, en avant-première,. Ce film décrit les hauts et les bas de l'intimité d'un couple, alors qu'ils échangent sur des décisions difficiles entourant la conception et la parentalité.
En 2019, elle termine un projet de quatre ans, qu'elle a écrit et réalisé, un documentaire sportif intitulé Khartoum Offside, consacré des femmes soudanaises déterminées à jouer au football, comme professionnelles, malgré l’interdiction qui en est faite,,,. Pendant cette période de production, elle est arrêtée à plusieurs fois, menacée, son matériel est en partie détruit, elle fait une dépression et son mariage prend fin, mais elle parvient à aller jusqu’au bout de cette réalisation. Le film est présenté en première mondiale à la Berlinale 2019 en Allemagne et est répertorié comme l'un des trois films soudanais notables présentés cette année-là,. L'un des messages du film est énoncé dans les lignes d'introduction : « Sous le régime politique islamique militaire actuel, les femmes n'ont pas le droit de jouer au football au Soudan - et nous n'avons pas le droit de faire des films - mais… »,.
En produisant ce film, elle défie l'attitude négative du gouvernement soudanais à l'égard de la participation des femmes à la réalisation de films. Le film est présenté dans plusieurs festivals dans le monde, mais reste un moment non diffusé au Soudan. Après les changements politiques provoqués par la révolution soudanaise de 2018/19, il est toutefois présenté à l'ouverture du Festival du film indépendant du Soudan à Khartoum en janvier 2020. Elle est également la fondatrice d'ORE Production, une société de production cinématographique basée à Khartoum, et l'une des sept jeunes cinéastes sélectionnés dans le monde entier pour participer au Festival de Cannes 2019 par l'International Emerging Film Talent Association (IEFTA).

## Filmographie
- 2019 : Khartoum Offside, réalisatrice, productrice, scénariste
- 2016 : One Week, Two Days!, réalisatrice, scénariste. Court-métrage
- 2015 :  What a lover can be?, réalisatrice, productrice. Court-métrage
- 2013 : Culture for All, réalisatrice. Court-métrage[14]
- 2009 : A Game, réalisatrice, scénariste, co-productrice[15]
- 2008 : Randa Shaath, réalisatrice, scénariste, productrice. Court métrage[16]

## Distinctions (extrait)
- Journées cinématographiques de Carthage 2019 : prix du meilleur documentaire[17]
- 15e cérémonie des Africa Movie Academy Awards, en 2019 : prix du meilleur documentaire[17]